# Diguna Fango
Diguna Fango (ou Deguna Fanigo) est un woreda du sud de l’Éthiopie situé dans la vallée du Grand Rift et dans la zone Wolayita. Ce district a 96 480 habitants en 2007. Il fait partie de la région des nations, nationalités et peuples du Sud jusqu'au transfert de la zone dans la région Éthiopie du Sud en août 2023. Il est bordé au sud-ouest par Damot Weyde, à l'ouest par Damot Gale, au nord par la zone Hadiya, au nord-est par la région Oromia et à l'est par la rivière Bilate, qui le sépare de la région Sidama. Le centre administratif du woreda est la ville de Bitena ; les autres grandes villes du woreda comprennent Dimtu, Kercheche et Edo. Diguna Fango a été séparé de Damot Weyde en 1999.

## Démographie
Le recensement national de 2007 fait état de 96 480 habitants dans le district dont 4 % de citadins qui sont les 1 702 habitants de Bitena et également 1 702 habitants à Dimtu. Environ 84 % des habitants sont protestants, 9 % sont orthodoxes et 6 % sont catholiques.
En 2022, la population du district est estimée à 130 244 personnes avec une densité de population de 324 personnes par km2 et 401,5 km2 de superficie.